# غاري لانس
غاري لانس (بالإنجليزية: Gary Lance)‏ هو لاعب كرة قاعدة أمريكي، ولد في 21 سبتمبر 1948 في غرينفيل في الولايات المتحدة.

## وصلات خارجية
- غاري لانس على موقعبيزبول رفرنس.كوم (الدوري الرئيسي) (الإنجليزية)
- غاري لانس على موقعبيزبول رفرنس.كوم (الدوري الثانوي) (الإنجليزية)